# Xã Clayton, Quận Burke, Bắc Dakota
Xã Clayton (tiếng Anh: Clayton Township) là một xã thuộc quận Burke, tiểu bang Bắc Dakota, Hoa Kỳ. Năm 2010, dân số của xã này là 34 người.